# Политый поливальщик
«Политый поливальщик» (фр. L'Arroseur arrosé), или «Садовник» (фр. Le Jardinier), — французский короткометражный немой фильм 1895 года. Один из первых фильмов, снятых братьями Люмьер; первая постановочная кинокомедия. Для продвижения «Политого поливальщика» был создан первый в истории киноплакат. Фильм имел большой успех у публики, был снят Люмьерами в трёх вариантах и вызвал целый ряд подражаний.

## Сюжет
Картина состоит из одного кадра без интертитров. Садовник поливает растения из водопроводного шланга. Мальчик незаметно для садовника наступает на шланг, и вода перестаёт течь. Садовник удивлённо заглядывает в наконечник, мальчик освобождает шланг, и вода под давлением ударяет садовнику в лицо. Он роняет шланг, в ярости оглядывается, видит хулигана, бросается за ним, догоняет и наказывает его.

## История
Братья Люмьер расценивали созданный ими кинематограф как сенсационное изобретение, которое будет иметь лишь кратковременный успех у публики. В киноведении (особенно во французском) выделяют две линии развития кинематографа, которые условно называют «линией Люмьера» и «линией Мельеса». Первая из них связана со стремлением к документальности, а вторая — со зрелищностью. По мнению историка кино Жоржа Садуля, Луи Люмьер использовал свой киноаппарат в духе любительской фотографии, снимая простые детские, безыскусственные сюжеты, но они смогли вывести кинематограф из той изоляции, в которой он культивировался Томасом Эдисоном. Уже первые фильмы братьев Люмьер заложили основу жанрового разнообразия кинематографа: они включали документальные фильмы, кинохронику и игровое кино. Именно к последнему жанру относится фильм «Политый поливальщик», в целом не характерный для документально-хроникального направления продукции кинокомпании братьев Люмьер. Фильм имеет важное значение в развитии кинематографа и рассматривается киноведами как первая постановочная кинокомедия.

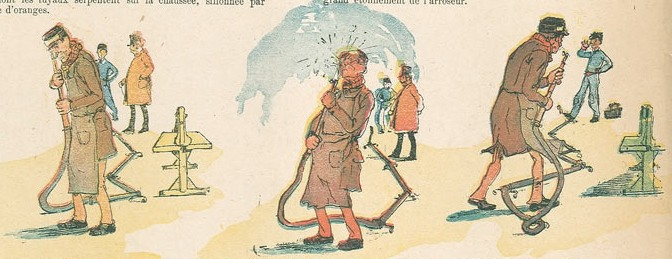
Герман Фогель. Деталь гравюры «Поливальщик» (1887)

Собственно фильм поставил и снял Луи Люмьер, который из двух братьев в большей мере занимался кинопроизводством. Незадачливого садовника сыграл Жан-Франсуа Клер (фр. Jean-François Clerc), садовник поместья Люмьеров в Ла-Сьота, а малолетнего проказника — сын одного из их слуг Бенуа Дюваль (фр. Benoît Duval). Жорж Садуль считал, что сюжет этого фильма заимствован из детской литературы, что на заре кинематографа случалось довольно часто. Он писал, что во французской прессе ещё до картин братьев Люмьер отмечалось сюжетное влияние юмористических рисунков, выполненных такими художниками, как Альбер Гийом и Каран д’Аш, на серии картин хронофотографов: «Совершенно естественно, что эти карикатуры или народные лубки служили источником, из которого черпали сюжеты авторы первых фильмов». Так, Садуль отмечает «поразительное сходство» сюжета гравюры «Поливальщик» Германа Фогеля (фр. Hermann Vogel) и фильма братьев Люмьер. Отличие между ними заключается в том, что в рисунках Фогеля действие происходит на улице и кроме двух персонажей участвуют также другие герои. Садуль приводит содержание девяти рисунков, отмечая, что в них содержится весь сюжет сценария Луи Люмьера:
Огюст, прогуливаясь, ищет, чем бы ему позабавиться. Он замечает поливальщика, чей шланг вьётся кольцами по улице. Огюст придумал. Он наступает на шланг, и вода перестает течь. Поливальщик изумлён. Поливальщик тщетно пытается установить причину, почему не идёт вода. Вдруг струя бьёт прямо в лицо поливальщику. — Огюст снял ногу со шланга. Поливальщик в ярости оглядывается — видит Огюста, пытающегося продолжить игру и дразнящего его жестами. Взбешённый поливальщик бросается к Огюсту. Огюст бежит … Огюст получает … заслуженное наказание.
Фильм впервые был представлен 21 сентября 1895 года во время частного показа в поместье Люмьеров в Ла-Сьота. Он был включён в программу первого платного киносеанса, состоявшего из десяти фильмов, в Париже в подвале «Гран-кафе» на бульваре Капуцинок 28 декабря 1895 года. Жорж Мельес, который был одним из первых зрителей фильмов Люмьера, через двадцать лет после этого исторического показа писал, что их картины произвели большое впечатление на публику, в том числе и знаменитый «Политый поливальщик»: «В конце представления все были в упоении и каждый спрашивал себя, каким образом могли достигнуть таких результатов?»

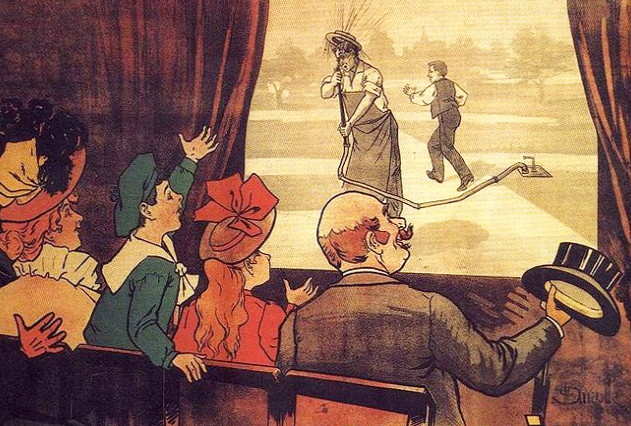
Марселина Озоль. Плакат фильма «Политый поливальщик» (1896)

Для рекламы «Политого поливальщика» художницей Марселиной Озоль (фр. Marcellin Auzolle) был создан киноплакат, который расценивается как первый постер из когда-либо применявшихся для продвижения отдельного фильма. Плакат изображал публику в зале и киноэкран, на котором хулиган разыгрывал садовника, наступая ему на шланг. Постер этого фильма был выполнен художницей в стилистике французского постимпрессиониста Анри де Тулуз-Лотрека.
Фильм имел огромный успех у публики и вызвал целый ряд подражаний. Короткометражные фильмы с этим же сюжетом неоднократно снимались многими энтузиастами первых лет существования кино, например, фильм «Поливальщик» (фр. L'Arroseur) был снят в 1896 году Жоржем Мельесом. Фильм показывался и во время синематографических сеансов в России, о чём сохранились свидетельства прессы:
В театре „Эрмитаж“ продолжился показ картин коронационных торжеств в Москве, а также киноленты о приезде французского президента Ф.Фора в Петербург, жанровых картинок „Купание в море“, „Ломка стены“, „Поливка сада“ и других.«Новости дня», 1896, 28 июля.

## Художественные особенности
Киноведами неоднократно подчёркивалось, что этот фильм выделяется среди продукции «родоначальников кинематографа» и имеет особое значение в его истории. Историк кино Ежи Тёплиц, характеризуя фильмы Люмьеров как репортажные, писал, что среди них был и один инсценированный — «Политый поливальщик», который является предвестником всех художественных фильмов: «Несложная история о мальчике, наступившем на водопроводный шланг стала темой первой художественной картины со сценарием и актёрами (хотя и любителями)».
По мнению историка кино Жоржа Садуля, «Политый поливальщик», наряду с фильмом «Прибытие поезда», — самый популярный фильм братьев Люмьер, который, не обладая техническими достоинствами первого, благодаря наличию сценария приобрёл известность и значимость: «Успех сюжета в фильме открыл дорогу киноискусству». Садуль считал, что эту картину нельзя отнести к шедеврам кинопродукции братьев Люмьер, но её непреходящее значение для истории кинематографа заключается в том, что это был первый сюжетный фильм, что и обеспечило ему успех. По мнению киноведа Зигфрида Кракауэра, в этой ленте, в отличие от первых опытов братьев Люмьер, «из жизненной ситуации был извлечён настоящий сюжет и к тому же с комическим кульминационным моментом». Также картина была первой в своём роде и повлияла на развитие жанра комедии в целом: «Этот фильм — зародыш и прототип всех последующих кинокомедий — был попыткой Люмьера использовать съёмку в художественных целях — превратить фотографирование в средство повествования».
Ю. М. Лотман, рассматривая картины братьев Люмьер на предмет наличия в них драматургии, писал, что кинематограф, постепенно отойдя от их первых опытов, выработал свой собственный киноязык. По мнению того же автора, несмотря на то, что французские пионеры кино рассматривали его довольно узкоспециализированно, считая его недолговечным развлечением, именно они в этой ленте предложили «первую и простейшую» повествовательную форму. Лотман усматривает в этой короткометражке шесть последовательных «состояний сюжета», которые связаны между собой причинно-следственными отношениями: 1) садовник поливает сад; 2) мальчик наступает на шланг; 3) садовник, недоумевая, заглядывает в наконечник шланга; 4) мальчик убирает ногу; 5) вода бьёт садовнику в лицо; 6) мальчик получает оплеуху. Киновед К. Э. Разлогов также останавливается на последовательности действий картины, которые, по его мнению, образуют собой замкнутый сюжет. По его наблюдению, авторы фильма обращаются к способности тогда ещё неискушённого зрителя, незнакомого с более сложными формами, следить за событиями, переводя внимание от одного объекта к другому: «от проказника к шлангу, садовнику и наоборот». Именно с этой ленты режиссёры начинают использовать простейшие приёмы киновыразительности, что нашло выражение в сюжете ленты: у садовника от внезапной струи воды слетает шляпа, которая на предыдущих кадрах фильма оставалась незамеченной. Роль киноаппарата сведена к минимуму, а фильм снят одним общим планом, так как только такое расстояние от кинокамеры позволяло без смены точки зрения проследить за всей последовательностью происходящего на экране целиком в рамках кадра.

## Подражания, продолжения, аллюзии
- Фильм вызвал целый ряд подражаний и переделок. Свои версии фильма сняли такие кинематографисты, как Жорж Мельес, Алис Ги[16], Джеймс Бамфорт[17].
- Фрагменты из этого фильма вошли в советский фильм «Человек с бульвара Капуцинов».
- В британском телевизионном комедийном сериале «Летающий цирк Монти Пайтона» скетч второй серии первого сезона «The Wacky Queen» выстроен как пародия на немые фильмы. В одном из его эпизодов сюжет «Политого поливальщика» разыгрывают королева Виктория (Терри Джонс) и лорд Гладстон (Грэм Чэпмен)[18].
- Первая серия мультсериала «Человечки» студии «Да» посвящена фильму, а также является его своеобразным продолжением[19].
- Фрагменты из «Политого поливальщика» вошли в художественный фильм Александра Столярова «Старец Паисий и я, стоящий вверх ногами». Кроме того, в одном из эпизодов подобная ситуация разыгрывается с главным героем фильма — послушником Петром.
- Фильм цитируется в первой сцене «Синего бархата», где у отца главного героя случается апоплексический удар во время поливки цветов.[20]